# Корнієнко Олексій Зосимович
Оле́кса Корніє́нко (Олексі́й Зо́симович Корніє́нко) (28 січня 1919, село Мостище, Україна — 13 лютого 2003, Тернопіль) — український драматург, перекладач, театральний критик. Член Національної спілки письменників України з 1958 року. Батько перекладача Валентина Корнієнка.

## Життєпис
Олекса Корнієнко народився 28 січня 1919 року в селі Мостище Козелецького району Чернігівської області України.
Навчався в Київському залізничному технікумі. 1 березня 1938 року його зараховано до театральної студії при театрі імені Івана Франка, яку закінчив 1941.
Учасник німецько-радянської війни. Потрапив до німецького полону. Перебував у Хорольському концтаборі. Був звільнений, знову пішов на фронт, дійшов до Берліна.
У 1946 — 1949 був актором у Житомирському музично-драматичному театрі. У 1949 почав журналістську діяльність, в 1950 дебютував як драматург. 1952 року з родиною переїхав до Тернополя. Працював у редакції газети «Вільне життя». З 1965 по 1973 рр. завідував літературною частиною Тернопільського обласного музично-драматичного театру імені Т. Шевченка. Від 1979 року — на творчій роботі.
Від дня заснування 28 лютого 1984 р. входив до Тернопільської обласної організації Спілки письменників України.
До лав КПРС ніколи не входив.
Помер 13 лютого 2003 р., похований на Микулинецькому кладовищі в місті Тернополі.

## Творчий доробок
П'єси: «Не тією стежкою» (1956), «Поема Золотої долини» (у співавторстві з Костем Житником, інша назва «Шуміли верби над Дністром», 1961), «Ключі до щастя» (1958), «Ціною любові» (1964) (всі поставлені в Тернопільському театрі), «Сусіди» (1960, театр ім. Заньковецької), «Солов'ї співають навесні» (1966, Тернопіль), «Шлях до сина» (1968), «Троянди юності» (1978) та інші. П'єси Олекси Корнієнка витримували від 300 до 500 постановок.
Написав також декілька одноактних п'єс. Займався перекладами п'єс радянських драматургів українською мовою. Переклав українською мовою п'єси «Чортове плем'я» Г. Мухтарова (1971), «У полоні часу» О. Штейна (1974), «Дихайте економно» А. Макайонка (1987) тощо. Інсценізував твори В. Короленка «Без язика» (1979), «Ліс шумить» (2000), повісті І. Нечуя-Левицького «Кайдашева сім'я» (1987), Б. Грінченка «Під тихими вербами» (1995), М. Коцюбинського «Дорогою ціною» (1988).
1998 видана збірка «Родовий корінь». До неї увійшли його повісті, оповідання, мистецькі портрети подвижників української культури, літератури й театру, спогади. Відзначена премією імені Уласа Самчука.
Книга спогадів «Щоб нам жито родило», видана 2009, зокрема дає оцінку німецько-радянській війні, формує почуття синівської любові до Матері — України.
Оприлюднив низку театрознавчих статей та рецензій.
П'єси О. Корнієнка ставили в театрах України, а також Болгарії, Угорщини, Чехословаччини. Окремі твори перекладено болгарською, литовською, російською мовами.

### Видані книги
- «П'єси» (1973),
- «П'єси» (1979),
- «Тернопільський драматичний театр ім. Т. Г. Шевченка» (1981),
- «Родовий корінь» (1998),
- «Щоб нам жито родило» (2009).

## Нагороди
- Заслужений працівник культури України (1979).
- Лауреат премії імені Уласа Самчука (2002).

## Вшанування пам'яті
30 вересня 2012 в Тернополі відкрили меморіальні дошки Олексі та Валентину Корнієнкам на фасаді будинку № 2 по вул. Князя Острозького, де мешкали письменники.